# Miss Irlanda

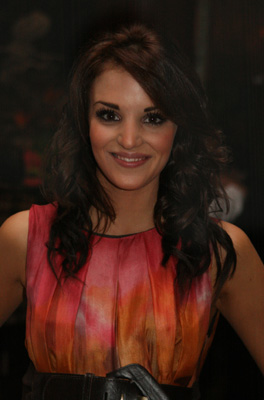
Blathnaid McKenna, Miss Irlanda 2007.

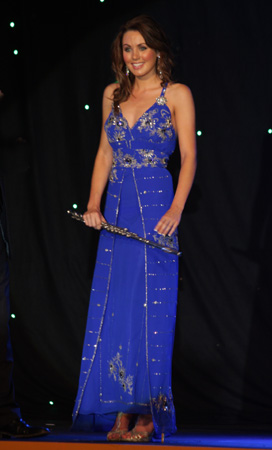
Sinead Noonan, Miss Irlanda 2008.

Miss Irlanda (Miss Ireland) è un concorso di bellezza femminile che si tiene ogni anno in Irlanda. La vincitrice del concorso ha la possibilità di rappresentare il proprio paese a Miss Mondo, mentre le altre finaliste competono negli altri concorsi internazionali. Le concorrenti per il concorso devono necessariamente avere un'età compresa fra i diciassette ed in ventiquattro anni e non devono né essere sposate né avere figli. Inoltre devono essere cittadine della Repubblica d'Irlanda, sia di nascita che naturalizzate.
Nel 1961 a fianco al concorso di Miss Irlanda è stato istituito il concorso parallelo di Miss Universo Irlanda, appositamente creato per scegliere la rappresentante irlandese per Miss Universo.

## Albo d'oro

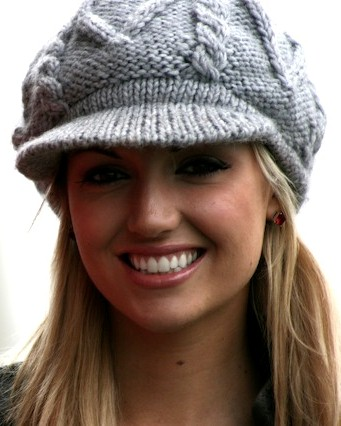
Rosanna Davison

### Miss Irlanda
| Anno | Vincitrice                        | Concorsi internazionali                                                                                          |
| ---- | --------------------------------- | --- |
| 1947 | Violet Nolan                      | |
| 1952 | Eithne Dunne                      | Miss Mondo: Top 15                                                                                               |
| 1953 | Mary Murphy                       | |
| 1954 | Connie Rodgers                    | Miss Mondo: Top 15                                                                                               |
| 1955 | Evelyn Foley                      | |
| 1956 | Amy Kelly                         | |
| 1957 | Nessa Welsh                       | |
| 1958 | Susan Riddell                     | |
| 1959 | Ann Fitzpatrick                   | |
| 1960 | Irene Ruth Kane                   | Miss Mondo: Top 10, Miss International 1961: Top 10                                                              |
| 1961 | Olive Ursula White                | Miss Mondo: Top 15, Miss International 1963: Top 10, nuora di Daphne du Maurier e Frederick Browning             |
| 1962 | Muriel O'Hanlon                   | |
| 1963 | Joan Power                        | |
| 1964 | Mairead Cullen                    | |
| 1965 | Gladys Anne Waller                | Miss Mondo: 3ª classificata                                                                                      |
| 1966 | Helen McMahon                     | |
| 1967 | Gemma McNabb                      | |
| 1968 | June MacMahon                     | Miss Mondo: Top 15                                                                                               |
| 1969 | Hilary Clarke, Charlotte Delamere | Miss Europa 1969: Top 10                                                                                         |
| 1970 | Mary Elizabeth McKinley           | |
| 1971 | June Glover                       | |
| 1972 | Pauline Theresa Fitzsimons        | |
| 1973 | Yvonne Costelloe                  | |
| 1974 | Julie Ann Farnham, Nuala Holloway | Miss Mondo: Top 15, Miss Universo: Top 10 (Farnham)                                                              |
| 1975 | Elaine Rosemary O'Hara            | |
| 1976 | Jakki Moore                       | Miss Mondo: Top 15                                                                                               |
| 1977 | Loraine Bernadette Enriquez       | Miss Universo 1978: 7ª classificata, Miss International 1978: 5ª classificata, Miss Europa 1978: 5ª classificata |
| 1978 | Lorraine Marion O'Conner          | |
| 1979 | Maura McMenamim                   | |
| 1980 | Michelle Rocca                    | Miss International 1981: 3ª classificata                                                                         |
| 1981 | Geraldine Mary McGrory            | Miss Mondo: Top 15                                                                                               |
| 1982 | Roberta Brown                     | Miss Mondo: Top 10, Miss Universo 1983: 3ª classificata                                                          |
| 1983 | Patricia 'Trish' Nolan            | Miss Mondo: Top 15                                                                                               |
| 1984 | Olivia Tracey                     | Miss Mondo: Top 10, Miss Universo 1985: Top 10                                                                   |
| 1985 | Anne Marie Gannon                 | Miss Mondo: Top 10                                                                                               |
| 1986 | Rosemary Elizabeth Thompson       | Miss Mondo: Top 10                                                                                               |
| 1987 | Adrienne Rock                     | |
| 1988 | Collette [Colette] Jackson        | Miss Mondo: Top 20                                                                                               |
| 1989 | Barbara Ann Curran                | Miss Mondo: Top 10                                                                                               |
| 1990 | Siobhan McClafferty               | Miss Mondo: 2ª classificata                                                                                      |
| 1991 | Amanda Brunker                    | |
| 1992 | Sharon Ellis                      | |
| 1993 | Pamela Flood                      | |
| 1994 | Anna Maria McCarthy               | |
| 1995 | Joanne Black                      | |
| 1996 | Niamh Marie Redmond               | |
| 1997 | Andrea Roche                      | Miss Universo 1998: Top 10                                                                                       |
| 1998 | Vivienne Doyle                    | |
| 1999 | Emir-Maria Holohan Doyle          | |
| 2000 | Yvonne Ellard                     | |
| 2001 | Catrina Supple                    | |
| 2002 | Lynda Duffy                       | |
| 2003 | Rosanna Davison                   | Miss Mondo (vincitrice), figlia del musicista Chris de Burgh                                                     |
| 2004 | Natasha Nic Gairbheith            | |
| 2005 | Aoife Mary Cogan                  | |
| 2006 | Sarah Morrissey                   | Miss Mondo: Top 25                                                                                               |
| 2007 | Bláthnaid McKenna                 | |
| 2008 | Sinéad Noonan                     | Miss Mondo: Top 10                                                                                               |
| 2009 | Laura Patterson                   | |
| 2010 | Emma Britt Waldron                | |
| 2011 | Holly Carpenter                   | |
| 2012 | Rebecca Maguire                   | |

### Miss Universo Irlanda
| Anno | Vincitrice                  | Piazzamento a Miss Universo |
| ---- | --------------------------- | --------------------------- |
| 1961 | Jean Russell                |                             |
| 1962 | Josie Dwyer                 |                             |
| 1963 | Marlene Margaret McKeown    | 3ª classificata             |
| 1964 | Maurine Elizabeth Lecky     |                             |
| 1965 | Anne Elizabeth Neill        |                             |
| 1966 | Gladys Ann Waller           |                             |
| 1967 | Patricia Armstrong          | Top 15                      |
| 1968 | Tiffany Scales              |                             |
| 1969 | Patricia Byrne              |                             |
| 1970 | Rita Doherty                |                             |
| 1971 | Marie Hughes                |                             |
| 1972 | Maree McGlinchey            |                             |
| 1973 | Pauline Fitzsimons          |                             |
| 1974 | Yvonne Costelloe            |                             |
| 1975 | Julie Ann Farnham           | Top 12                      |
| 1976 | Elaine Rosemary O'Hara      |                             |
| 1977 | Jakki Moore                 |                             |
| 1978 | Loraine Bernadette Enriquez | Top 12                      |
| 1979 | Lorraine Marion O'Conner    |                             |
| 1980 | Maura McMenamim             |                             |
| 1981 | Valerie Roe                 |                             |
| 1982 | Geraldine Mary McGrory      |                             |
| 1983 | Roberta Brown               | 3ª classificata             |
| 1984 | Patricia Nolan              |                             |
| 1985 | Olivia Marie Tracey         | Top 10                      |
| 1986 | Karen Ann Shevlin           |                             |
| 1987 | Rosemary Thompson           |                             |
| 1988 | Adrienne Rock               |                             |
| 1989 | Collette Jackson            |                             |
| 1990 | Barbara Ann Curran          |                             |
| 1991 | Siobhan McClafferty         |                             |
| 1992 | Jane Thompson               |                             |
| 1993 | Sharon Ellis                |                             |
| 1994 | Pamela Flood                |                             |
| 1995 | Anna Marie McCarthy         |                             |
| 1996 | Joanne Black                |                             |
| 1997 | Fiona Mullally              |                             |
| 1998 | Andrea Roche                | Top 10                      |
| 1999 | Vivienne Doyle              |                             |
| 2000 | Louise Doheny               |                             |
| 2001 | Lesley Turner               |                             |
| 2002 | Lisa O'Sullivan             |                             |
| 2003 | Lesley Flood                |                             |
| 2004 | Cathriona Duignam           |                             |
| 2005 | Mary Gormley                |                             |
| 2005 | Melanie Boreham             |                             |
| 2008 | Lynn Kelly                  |                             |
| 2009 | Diana Donnelly              |                             |
| 2010 | Rozanna Purcell             | Top 10                      |
| 2011 | Aoife Hannon                |                             |
| 2012 | Adrienne Murphy             |                             |